# Wagenweg (zeeroute)
De “Wagenweg” is een historische zeeweg die onderdeel uitmaakte van de vaarroute die werd bevaren door de schepen van de Vereenigde Oostindische Compagnie (VOC) tussen Nederland en Kaap de Goede Hoop in Zuid-Afrika op de route richting Java in de periode van 1617 tot 1795.

## Reis naar Java
De schepen van de VOC voerden vanaf Texel, Fort Rammekens of Goeree-Overflakkee via Kaapstad naar Java. Zuidwaarts voerde de route gewoonlijk door het Engelse Kanaal. Na het passeren van het Kanaal voerde de route langs de kust van Portugal tot voorbij de Kaapverdische Eilanden. Ten zuiden van deze eilanden zorgen zeestromen er soms voor dat een schepen te dicht langs de kust varen. Hierdoor zouden schepen in de Golf van Guinee kunnen belanden. Varen schepen te veel westwaarts, dan kan het voorkomen dat schepen in de windstiltes voor de kust van Zuid-Amerika kunnen belanden. Al deze factoren zorgden ervoor dat de reistijd naar Batavia aanzienlijk langer werd, doordat winden en zeestromen de precieze route bepalen. Om dit te voorkomen, heeft de VOC op hun kaarten twee evenwijdige lijnen van de Kaapverdische Eilanden tot op de evenaar ingetekend, waartussen hun schepen naar en van de Kaap moesten varen. Deze vaarroute verkregen de namen wagenweg, wagenspoor of het karrepad. Om tussen deze lijnen te blijven varen vroeg voor die tijd bijzondere hoge inspanning van de zeemansbehendigheid van de kapiteins. Over de evenaar varen de schepen meer westwaarts, maar parallel met de kust van Brazilië. En daarna als de wind gelijk stond met de zeestroom van de Atlantische Oceaan gekruist naar de Kaap.